# Arda Valles
Die Arda Valles („Arda-Täler“) sind ein großes, von Flussläufen durchzogenes Gebiet auf dem Mars. Es ist insgesamt 174 km lang und wurde nach dem Fluss Arda in Bulgarien benannt.